# Liste von Söhnen und Töchtern der Stadt Jerusalem
Die folgende Liste enthält in Jerusalem geborene Persönlichkeiten, chronologisch aufgelistet nach dem Geburtsjahr. Die Liste erhebt keinen Anspruch auf Vollständigkeit.

## In Jerusalem geborene Persönlichkeiten

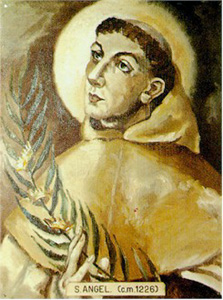
Angelus der Karmelit

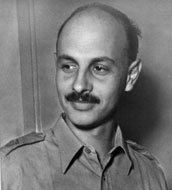
Jigael Jadin

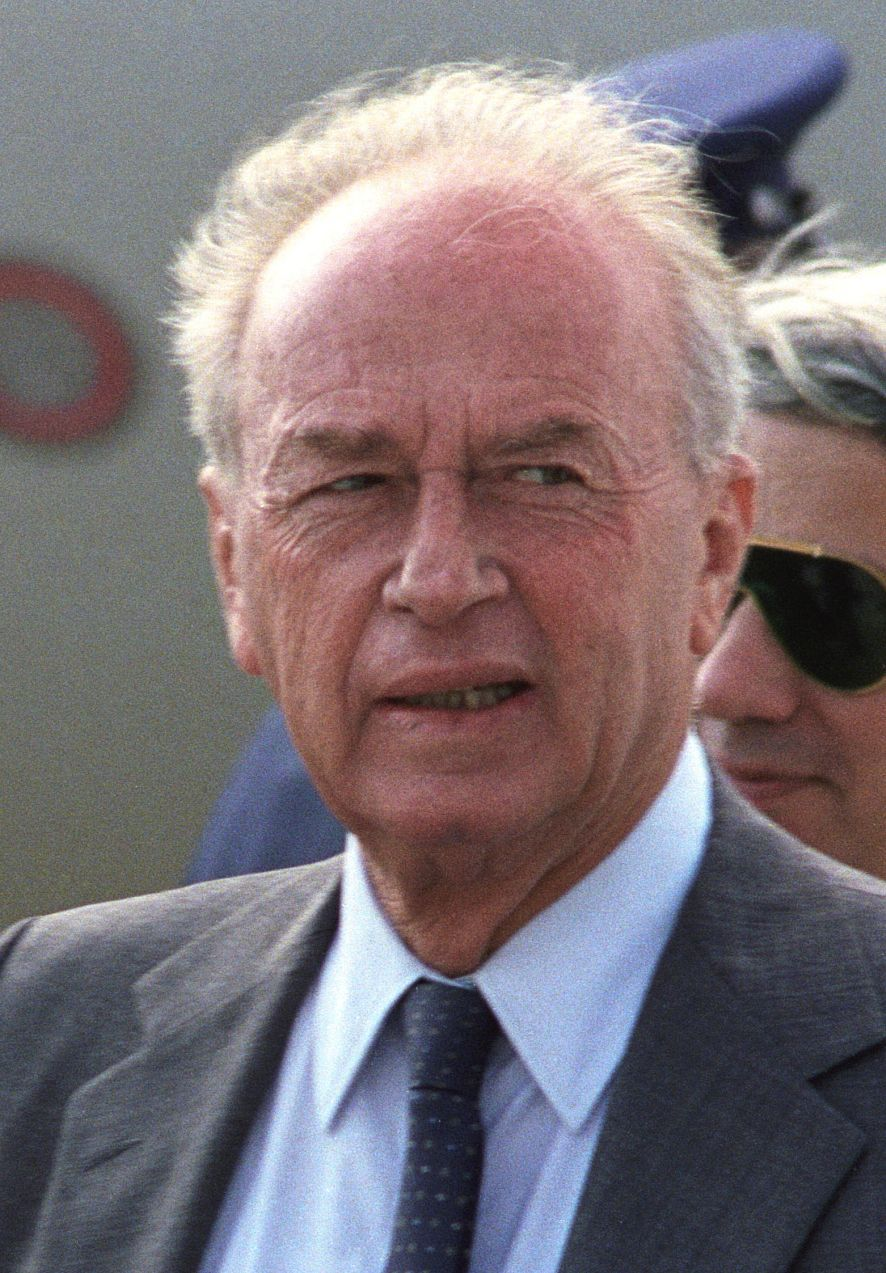
Jitzchak Rabin

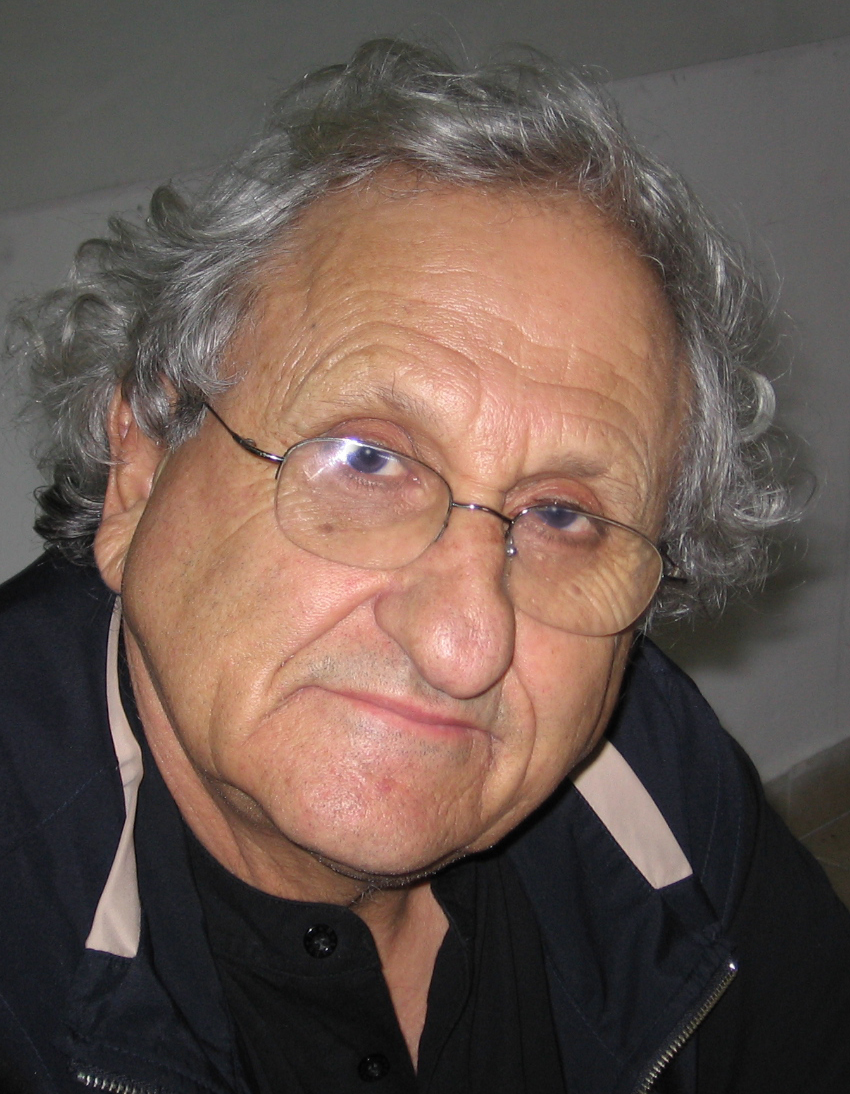
Abraham B. Jehoshua

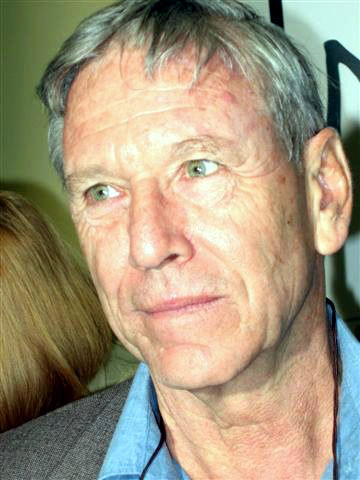
Amos Oz

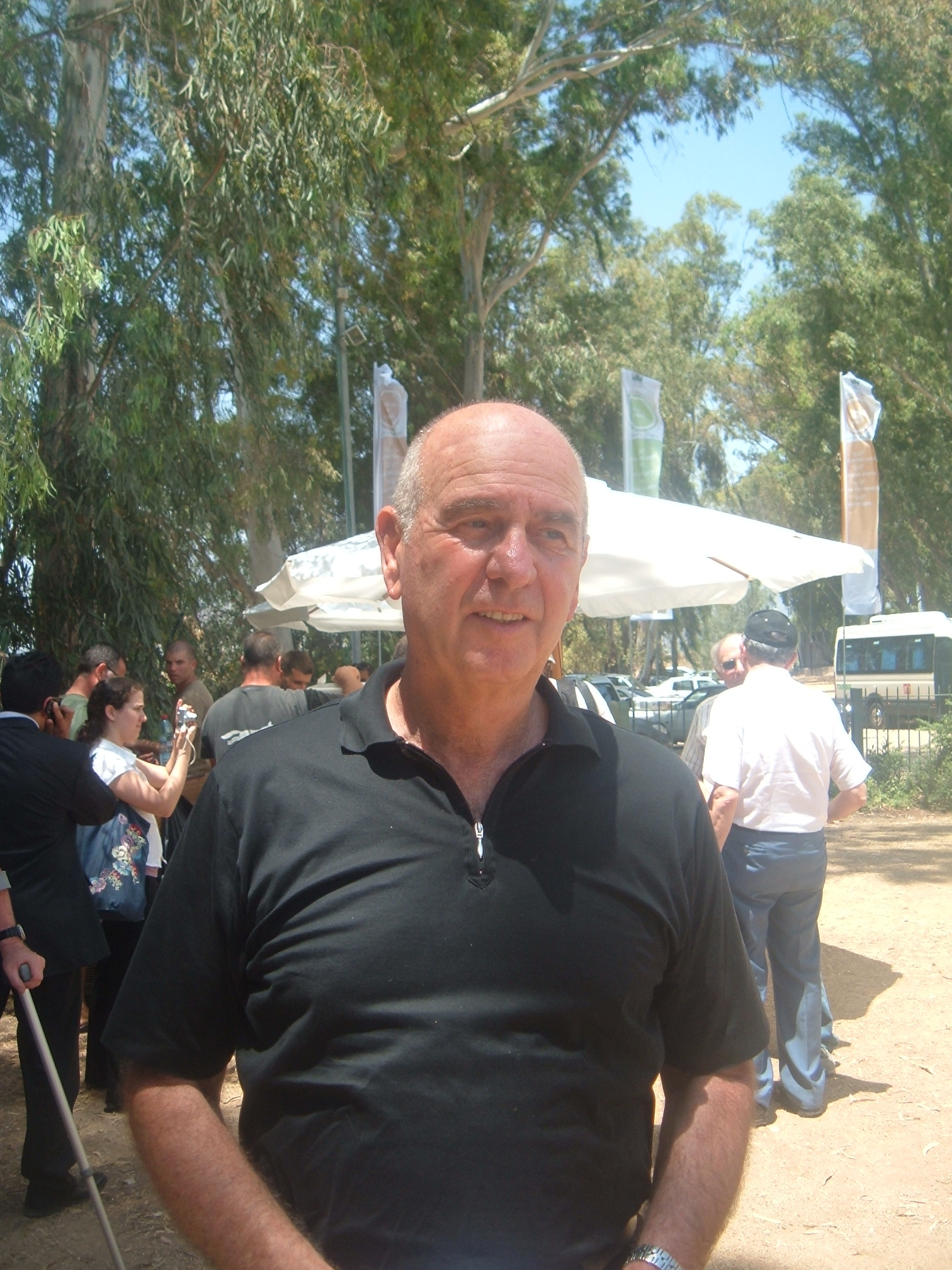
Matan Vilnai

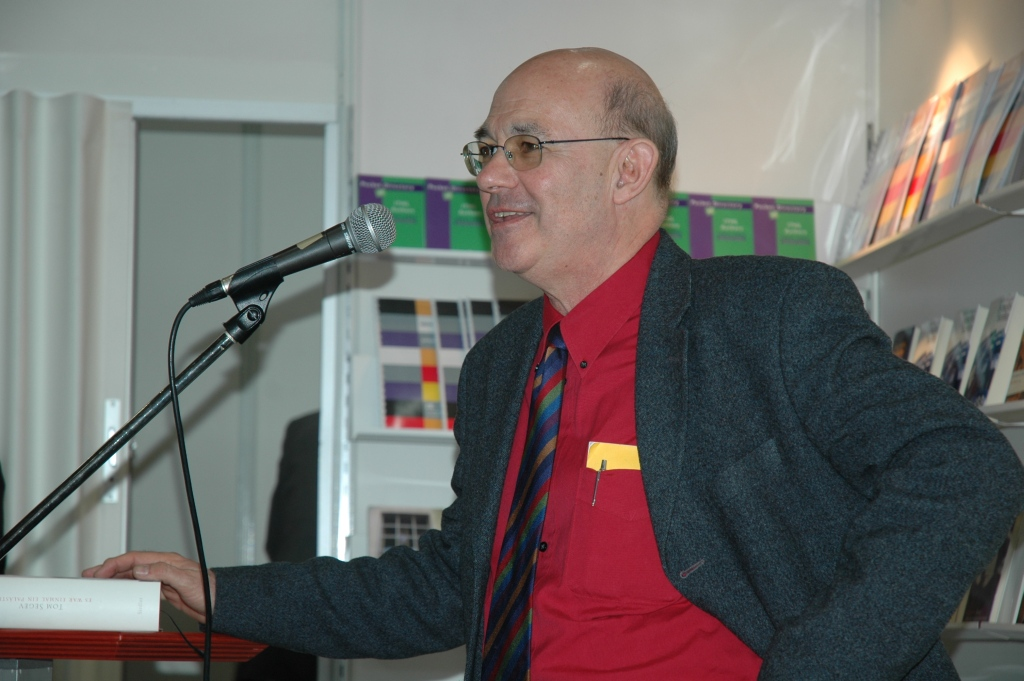
Tom Segev

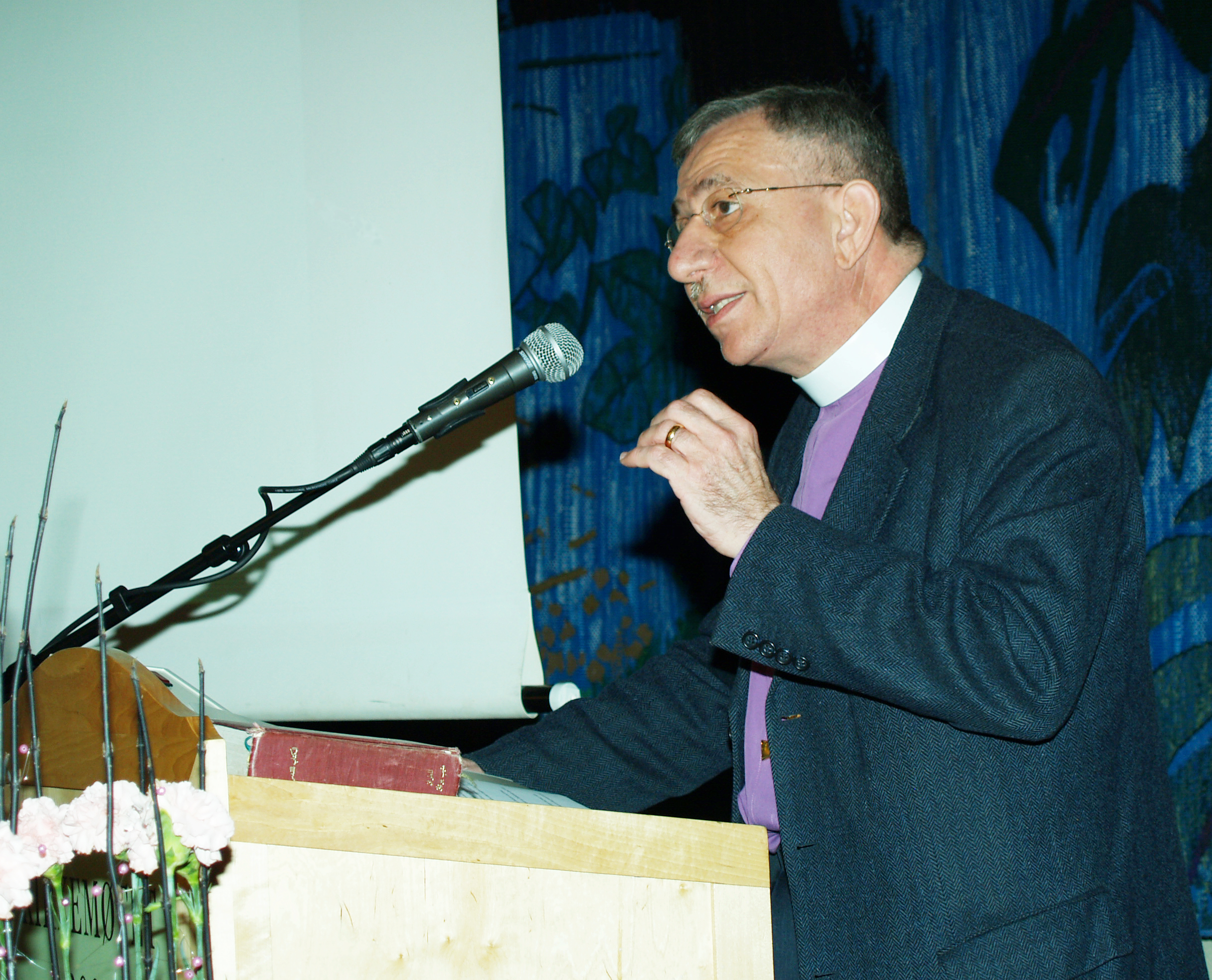
Munib Younan

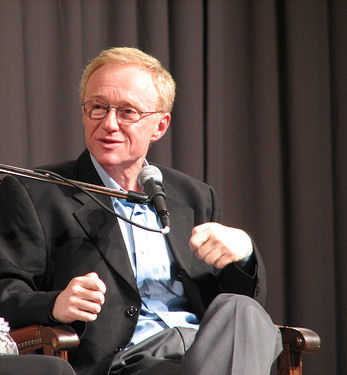
David Grossman

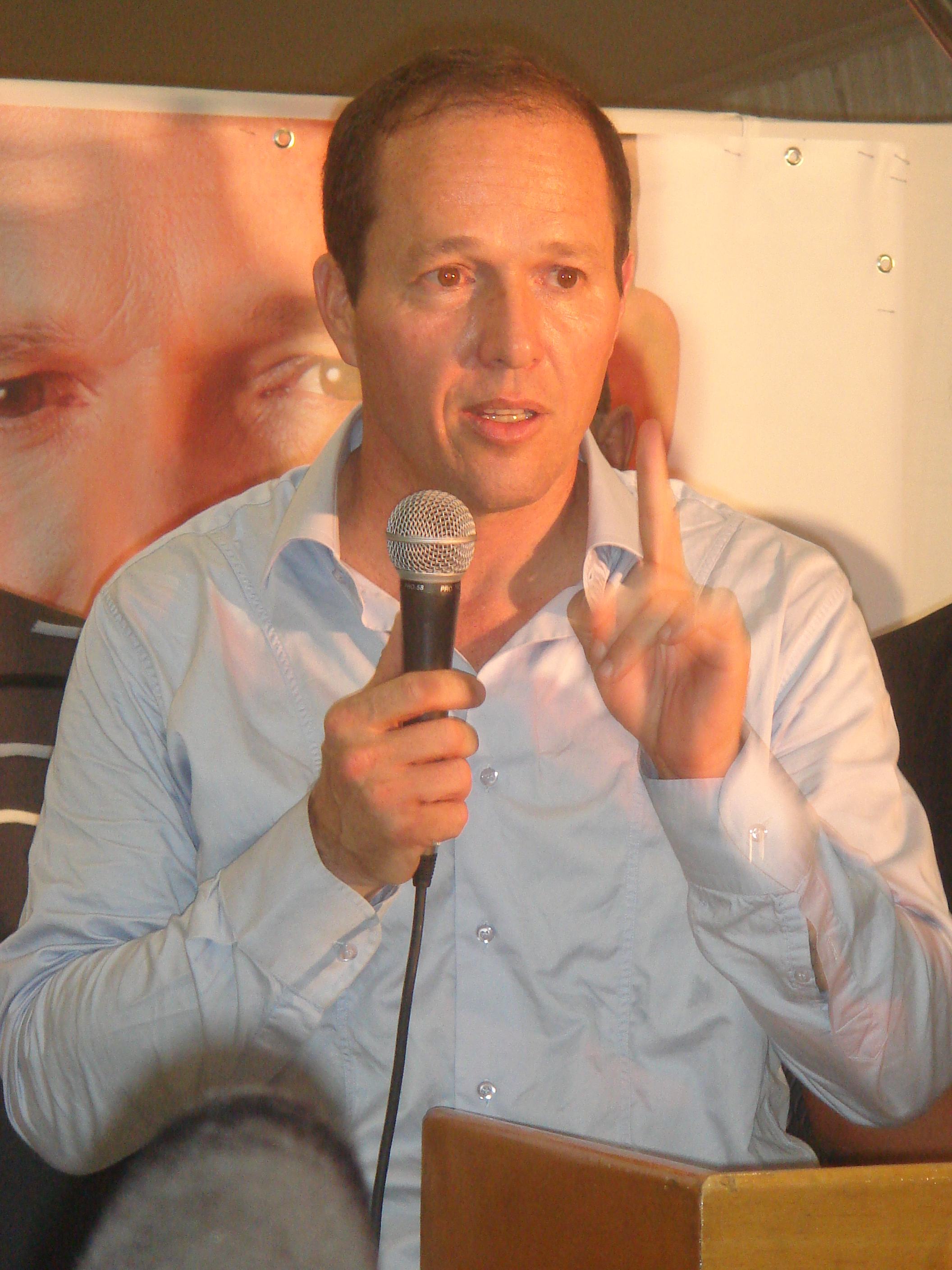
Nir Barkat

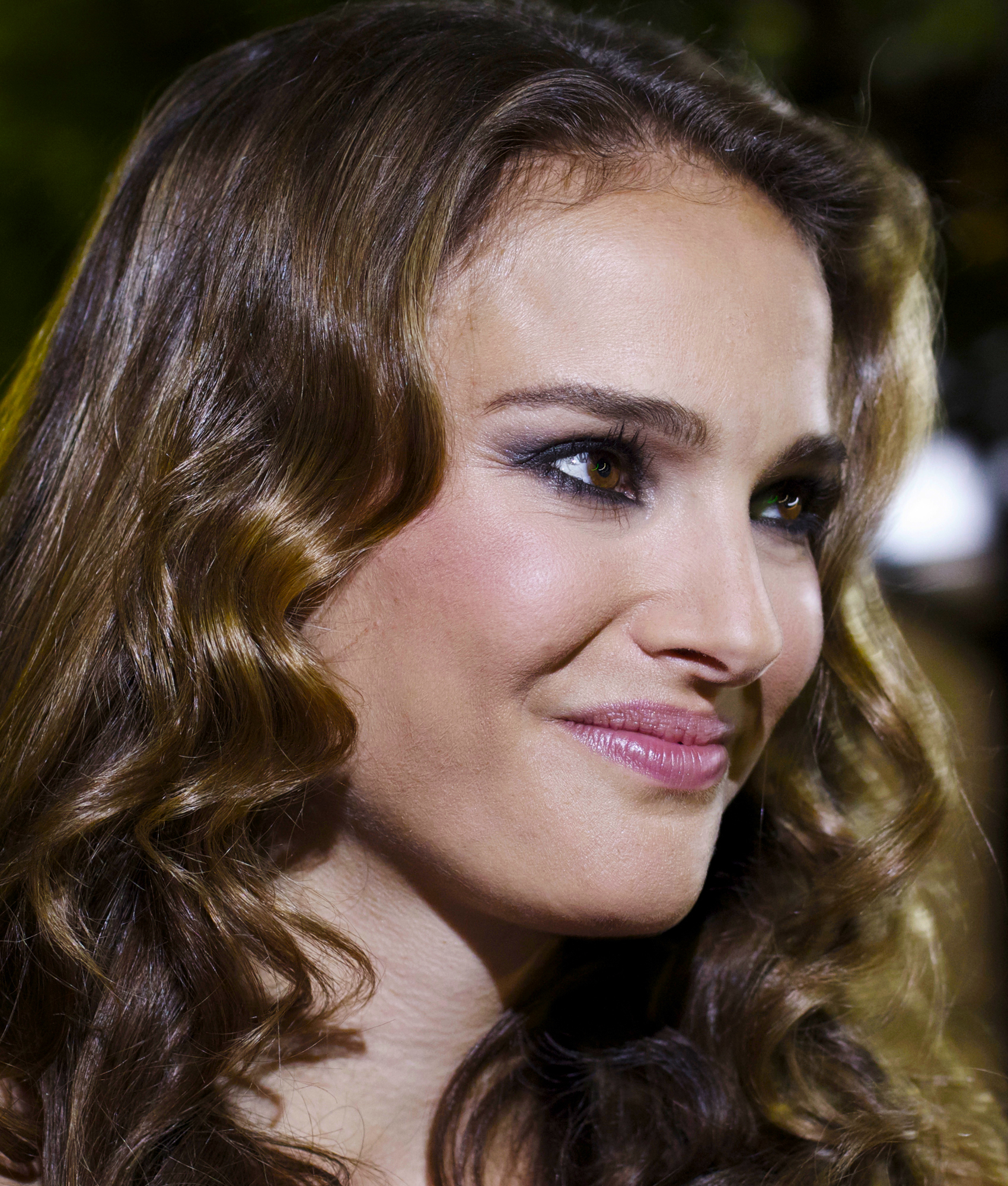
Natalie Portman

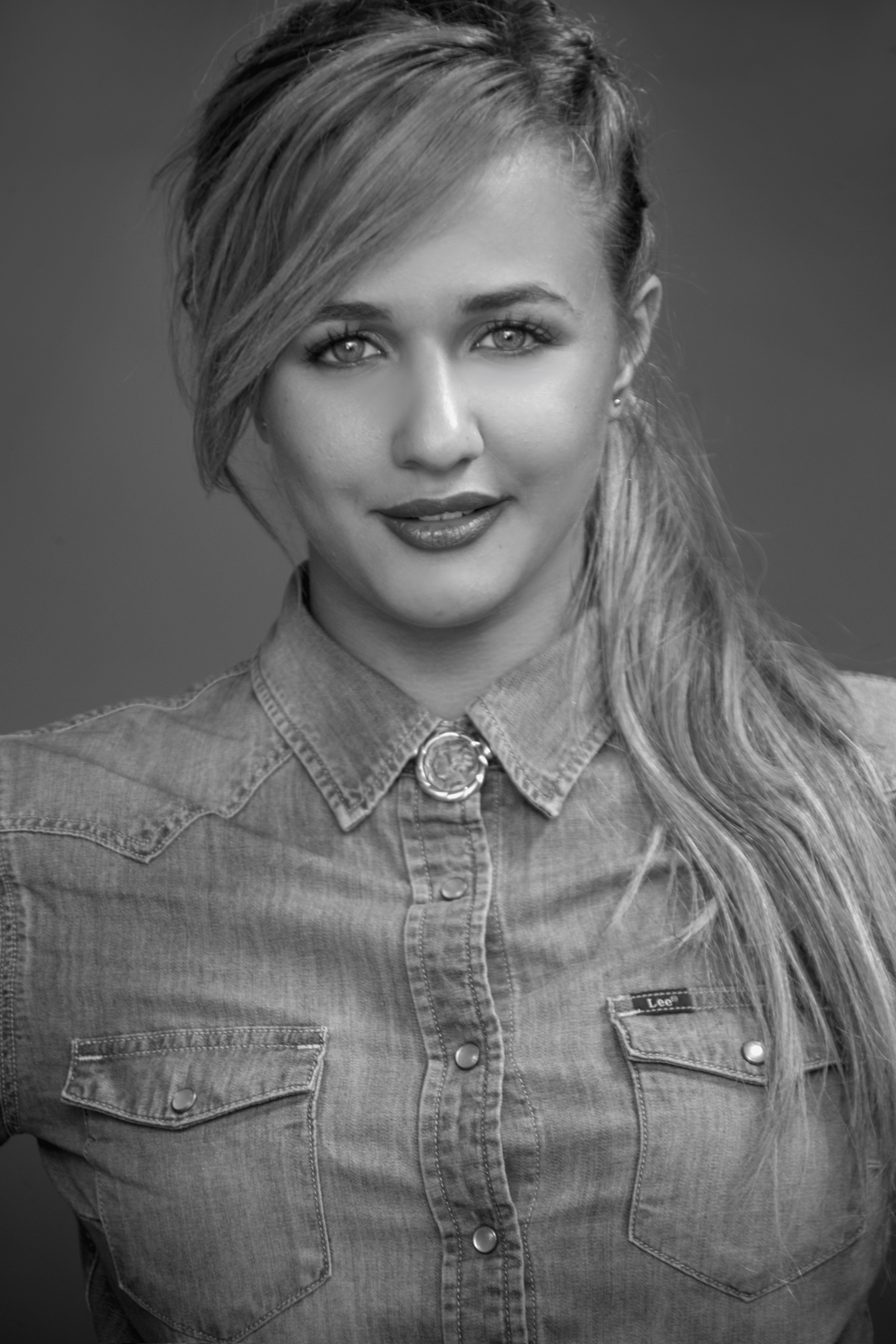
Eden Ben Zaken

### Antike
- Flavius Josephus (37/38–um 100), Historiker, Geschichtsschreiber
- al-Muqaddasī (946–1000), arabisch-islamischer Geograph und Schriftsteller

### 1100 bis 1900
- Wilhelm von Tyrus (1130–1186), Erzbischof von Tyros und Geschichtsschreiber
- Angelus der Karmelit (1185–1220), Karmelit
- Nathan von Gaza (1643–1680), Religionsphilosoph
- Isaak Luria (1534–1572), Kabbalist
- Chaim Joseph David Azulai (1724–1806), Gelehrter, Dezisor, Kabbalist und Bibliograph
- Alexander Charles Ewald (1842–1891), englischer Verwaltungsbeamter und Historiker
- Yousef al-Khalidi (1842–1906), der erste Bürgermeister von Jerusalem
- Theodor Valentiner (1854–1913), Superintendent in Eutin, Propst in Husum und Landessuperintendent des Sprengels Lauenburg
- Pinchas David Horovitz (1876–1941), Großrabbiner und Kabbalist
- Theodor Schneller (1856–1935), deutscher Theologe
- Ludwig Schneller (1858–1953), evangelischer Theologe
- Ariel Bension (1880–1932), jüdischer Schriftsteller
- Chajim Leib Auerbach (1883–1954), Rabbiner
- Heinrich Lange (1893–1973), deutscher Physiker und Hochschullehrer
- Wilhelm Gohl (1896–1958), deutscher Politiker
- Musa Alami (1897–1984), palästinensischer Nationalist und Politiker
- Wasif Jawhariyyeh (1897–1972), Oud-Solist und Sänger
- Khalil Sakakini (1878–1953), palästinensischer christlicher Gelehrter und arabischer Nationalist

### 1901 bis 1930
- Ahmet Kutsi Tecer (1901–1967), türkischer Dichter und Politiker
- Sami Hadawi (1904–2004), palästinensischer Gelehrter
- Cemal Reşit Rey (1904–1985), türkischer Komponist
- Abd al-Qadir al-Husseini (1907–1948), palästinensischer Nationalist
- Mosche Kastel (1909–1991), Maler
- Re’uwen Schiloach (1909–1959), Direktor des israelischen Nachrichtendienstes Mossad
- Schlomo Salman Auerbach (1910–1995), Rabbiner und Posek
- Bracha Zefira (1910–1990), Sängerin und Schauspielerin
- Sarah Levy-Tanai (1911–2005), Komponistin und Choreografin
- Shlomo Lewin (1911–1980), deutscher Verleger und Rabbiner
- Anwar Nusseibeh (1913–1986), palästinensischer Nationalist und Politiker
- Menachem Porusch (1916–2010), Rabbiner und Politiker
- Jigael Jadin (1917–1984), Archäologe, Politiker und Generalstabschef der israelischen Streitkräfte
- Jossi Harel (1918–2008), Offizier
- Nehemiah Persoff (1919–2022), US-amerikanischer Film- und Theaterschauspieler, sowie Maler
- Shimshon Amitsur (1921–1994), Mathematiker
- Jitzchak Nawon (1921–2015), Politiker und Staatspräsident Israels
- Jitzchak Rabin (1922–1995), Generalstabschef der israelischen Streitkräfte sowie Verteidigungsminister und Ministerpräsident Israels
- Godfrey Quigley (1923–1994), irischer Schauspieler und Theaterregisseur
- Shmuel Tamir (1923–1987), Politiker
- Josef Rudinger (1924–1975), tschechoslowakischer Chemiker
- Walid Khalidi (* 1925), palästinensischer Historiker
- Uzi Narkiss (1925–1997), General
- Aliza Grinberg (1926–2024), Dichterin
- Meir Pa’il (1926–2015), Offizier (Oberst), Militärhistoriker und Politiker
- Rechaw’am Ze’ewi (1926–2001), General, Politiker und Historiker
- Joseph Agassi (1927–2023), Akademiker
- She’ar Yashuv Cohen (1927–2016), Rabbiner
- Nachum Admoni (* 1929), Direktor des israelischen Geheimdienstes Mossad
- Schlomo Argov (1929–2003), Diplomat
- Mordechai Elijahu (1929–2010), Gelehrter und Kabbalist
- Shai K. Ophir (1929–1987), Schauspieler
- Alexander Rubowitz (1929–1947), Mitglied der jüdischen Untergrundorganisation Lechi
- Schulamit König (* 1930), Gründerin der Vereinigung People’s Movement for Human Rights

### 1931 bis 1940
- Joschua Maza (1931–2020), Politiker
- Buky Schwartz (1932–2009), Bildhauer und Video-Künstler
- Gideon Patt (1933–2020), Politiker, Minister
- Eliezer Cohen (* 1934), Politiker
- Yitzhak Katznelson (* 1934), Mathematiker
- Ehud Netzer (1934–2010), Archäologe und Bauforscher
- Nitza Rosovsky (1934–2023), US-amerikanische Sachbuchautorin
- Amnon Ben-Tor (1935–2023), Archäologe
- Jecheskel Flomin (1935–2019), Rechtswissenschaftler und Politiker
- Haim Hanegbi (1935–2018), Politiker und Publizist
- Mosche Levinger (1935–2015), Rabbiner
- Mosche Nissim (* 1935), Politiker
- Edward Said (1935–2003), US-amerikanischer Literaturtheoretiker und -kritiker
- David Ussishkin (* 1935), Archäologe
- Menahem E. Yaari (* 1935), Wirtschaftswissenschaftler
- Tovia Ben-Chorin (1936–2022), deutsch-israelischer Rabbiner
- Isaac Berger (1936–2022), US-amerikanischer Gewichtheber
- Samia Halaby (* 1936), palästinensische Malerin und Hochschullehrerin
- Eliahu Inbal (* 1936), Dirigent
- Abraham B. Jehoshua (1936–2022), Schriftsteller
- Abu Daoud (1937–2010), Drahtzieher der Geiselnahme von München 1972
- Uzi Bar’am (* 1937), Politiker, Minister
- Aliza Magen-Halevi (1937–2025), Geheimdienstoffizierin
- Raphael Maklouf (* 1937), britischer Bildhauer, Schöpfer eines Münzporträts Elisabeths II.
- Ruchama Marton (* 1937), Psychiaterin und Menschenrechtlerin
- Asher Reich (1937–2025), Schriftsteller und Lyriker
- Karlheinz Max Reichert (1937–2022), deutscher Flottillenadmiral
- Adin Steinsaltz (1937–2020), Rabbiner, jüdischer Gelehrter, Lehrer, Philosoph und Talmudkommentator
- Ada Yardeni (1937–2018), Paläographin, Epigraphikerin, Übersetzerin, Autorin und Künstlerin
- Azriel Auerbach (* 1938), Rabbiner und Posek
- Raffaele Canger (1938–2019), Neurologe, Psychiater, klinischer Neurophysiologe und Epileptologe
- Ulrich Bienzle (1939–2008), deutscher Tropenmediziner
- Devorah Dimant (* 1939), Judaistin
- Yehoram Gaon (* 1939), Sänger und Schauspieler
- Dalia Ofer (* 1939), Neuzeithistorikerin und Professorin für Geschichte
- Amos Oz (1939–2018), Schriftsteller und Mitbegründer der politischen Bewegung Peace Now
- Reuven Rivlin (* 1939), Jurist, Politiker und Staatspräsident Israels
- Faris Yahya (1939–2004), Autor und Historiker
- Ada Yonath (* 1939), Strukturbiologin
- Haim Harari (* 1940), Elementarteilchenphysiker und Wissenschaftsorganisator
- Yossi Mar-Chaim (* 1940), Komponist

### 1941 bis 1950
- Eliyahu Bakshi-Doron (1941–2020), sephardischer Oberrabbiner in Israel
- Jutta Oesterle-Schwerin (* 1941), deutsche Politikerin
- Dan Wolman (* 1941), israelischer Regisseur
- Nurit Zarchi (* 1941), Schriftstellerin
- Kamal Boullata (1942–2019), Künstler und Kunsthistoriker
- Shlomo Havlin (* 1942), theoretischer Physiker
- Itamar Rabinovich (* 1942), Historiker und Politiker
- Hanania Baer (* 1943), Kameramann
- Ron Ben-Yishai (* 1943), Journalist
- Edna Brocke (* 1943), Judaistin
- Moshe Zimmermann (* 1943), Historiker und Publizist
- Edna Arbel (* 1944), Juristin
- David Gerstein (* 1944), Künstler
- Philip Mattar (* 1944), palästinensisch-US-amerikanischer Historiker
- Sirhan Sirhan (* 1944), verurteilter Mörder des US-Senators Robert F. Kennedy
- Matan Vilnai (* 1944), Politiker
- Ruth Gavison (1945–2020), Rechtsprofessorin
- Tzvia Greenfeld (* 1945), Politikerin
- Miklós Haraszti (* 1945), ungarischer Schriftsteller, Dissident, Journalist und Politiker
- Firyal Irshaid (* 1945), Mitglied des jordanischen Königshauses und Philanthropin
- Makram Khoury (* 1945), palästinensischer Schauspieler
- Tom Segev (* 1945), Historiker und Journalist
- Saharon Shelah (* 1945), Mathematiker
- Abi Wallenstein (* 1945), deutscher Blues-Interpret
- Hannah M. Cotton (* 1946), Epigraphikerin und Althistorikerin
- Eliahu López (* 1946), Diplomat
- Amos Kollek (* 1947), Filmregisseur und Schriftsteller
- Dan Meridor (* 1947), Politiker
- Miriam Naor (1947–2022), Juristin, Präsidentin des Obersten Gerichts Israels
- Nizza Thobi (* 1947), Sängerin
- Naama Goren-Inbar (* 1948), Archäologin und Paläontologin
- Ze'ev Safrai (* 1948), Historiker, Archäologe und Judaist
- Shimon Ullman (* 1948), Kognitionswissenschaftler und Informatiker
- Orna Berry (* 1949), Informatikerin und Unternehmerin
- Jitzchak Aharonovitsch (* 1950), Politiker
- Riki Gal (* 1950), Sängerin
- Yitzhak Goldknopf (* 1950), Rabbiner und Politiker
- Dorrit Moussaieff (* 1950), Geschäftsfrau
- Afif Safieh (* 1950), palästinensischer römisch-katholischer Politikwissenschaftler und Diplomat
- Munib Younan (* 1950), evangelisch-lutherischer Bischof

### 1951 bis 1960
- Hisham Hammad (* 1951), Politiker
- Ariel Rubinstein (* 1951), Wirtschaftswissenschaftler
- David Aldous (* 1952), britischer Mathematiker
- Brian George (* 1952), Schauspieler
- Dalia Itzik (* 1952), Politikerin und amtsführende Präsidentin Israels
- Jitzchak Josef (* 1952), sephardischer Oberrabbiner in Israel
- Iddo Netanjahu (* 1952), Radiologe, Autor und Dramatiker
- Mustafa Barghuthi (* 1954), palästinensischer Politiker, Arzt und Bürgerrechtler
- Benjamin Elon (1954–2017), Politiker und orthodoxer Rabbiner
- David Grossman (* 1954), Schriftsteller
- Eran Riklis (* 1954), Filmregisseur
- Oren Schmuckler (* 1954), Regisseur, Filmemacher und Fotograf
- Josef Jitzchak Paritzky (1955–2021), Journalist, Politiker, Jurist und israelischer Energieminister
- Avraham Burg (* 1955), Autor und Politiker und amtsführender Präsident Israels
- Yisrael Eichler (* 1955), Journalist, Autor und Politiker
- Meir Porusch (* 1955), Politiker
- Amnon Wolman (* 1955), Komponist
- Amira Hass (* 1956), Journalistin und Buchautorin
- Tzachi Hanegbi (* 1957), Politiker
- Asher Fisch (* 1958), Dirigent und Pianist
- Sara Shilo (* 1958), Autorin
- Nir Barkat (* 1959), Geschäftsmann und Politiker, Bürgermeister von Jerusalem
- Nachum Erlich (1959–2023), Violinist
- Eli Elezra (* 1960), israelisch-US-amerikanischer Pokerspieler
- Nurit Koren (* 1960), israelische Politikerin
- Sarit Kraus (* 1960), Informatikerin und Hochschullehrerin
- Gilead Mishory (* 1960), israelisch-deutscher Komponist, Pianist und Musikpädagoge
- Amal Tamimi (geb. 1960), palästinensisch-isländische Sozialaktivistin, Feministin und Politikerin

### 1961 bis 1970
- Yuval Lapide (* 1961), Religionswissenschaftler
- Oded Schramm (1961–2008), Mathematiker und Physiker
- Eli Jischai (* 1962), Politiker
- Yair Minsky (* 1962), Mathematiker
- Gilad Atzmon (* 1963), britischer Jazzmusiker und Autor
- Oded Lipschits (* 1963), Dozent für Geschichte
- Yuval Peres (* 1963), Mathematiker
- Suha at-Tawil (* 1963), Witwe des palästinensischen Präsidenten Jassir Arafat
- Yael Hedaya (* 1964), Schriftstellerin
- Shy Abady (* 1965), Künstler
- Mattanya Cohen (* 1965), Botschafter
- Gadi Taub (* 1965), Historiker, Schriftsteller, politischer Kolumnist
- Michael Blum (* 1966), Künstler und Autor
- Daphne Koller (* 1968), Informatikerin
- Asher Yahalom (* 1968), Physiker und Hochschullehrer
- Ra’anan Alexandrowicz (* 1969), Regisseur und Drehbuchautor
- Eitan Anner (* 1969), Regisseur und Drehbuchautor
- Sigalit Landau (* 1969), Bildhauerin, Videokünstlerin und Installationskünstlerin
- Yariv Levin (* 1969), Rechtsanwalt und Politiker
- Dana Berger (* 1970), Liedermacherin und Schauspielerin
- Elon Lindenstrauss (* 1970), Mathematiker

### 1971 bis 2000
- Elisha Abas (* 1971), Pianist
- Shireen Abu Akleh (1971–2022), palästinensisch-amerikanische Journalistin
- Yitzhak Yedid (* 1971), Pianist und Komponist
- Mili Avital (* 1972), Film- und Theaterschauspielerin
- Avi Gil (* 1972), Generalmajor
- Rafi Malkiel (* 1972), Jazzmusiker
- Guy Oseary (* 1972), Talentmanager, Schriftsteller und Unternehmer
- Adaya Godlevsky (* 1974), Improvisationsmusikerin
- Leigh Bardugo (* 1975), amerikanische Schriftstellerin
- Yasmin Levy (* 1975), Sängerin
- Ori Pfeffer (* 1975), australisch-israelischer Filmschauspieler
- Rachel Schmidt (* 1975), Violinistin, Mitglied der Berliner Philharmoniker
- Hofesh Shechter (* 1975), Tänzer und Choreograf
- Yuval Avital (* 1977), Künstler, Gitarrist und Komponist
- Rachel Azaria (* 1977), Politikerin
- Yonit Levi (* 1977), Nachrichtensprecherin, Fernsehmoderatorin und Journalistin
- Jonathan Conricus (* 1979), schwedisch-israelischer politischer Funktionär
- Amihai Eliyahu (* 1979), Politiker
- Amit Tamir (* 1979), Basketballspieler
- Asaf Avidan (* 1980), Folk-Sänger
- Neta Shoshani (* 1980), Dokumentarfilmerin und Drehbuchautorin
- Amichai Chikli (* 1981), Offizier und Politiker
- Amit R. Gicelter (* 1981), britisch-israelischer Filmproduzent und Animator
- Natalie Portman (* 1981), israelisch-US-amerikanische Schauspielerin
- Shlomi Edri (* 1982), Fußballspieler
- Yoni Kretzmer (* 1982), Jazzmusiker
- Benjamin Grimm (* 1984), deutscher Jurist, Politiker (SPD) und politischer Beamter
- Sivan Klein (* 1984), Model
- Idan Roll (* 1984), Model und Politiker
- Or Bareket (* ≈1985), Jazzmusiker
- Amit Ben-Shushan (* 1985), Fußballspieler
- Amitai Marmorstein (* 1985 oder 1986), kanadischer Theater- und Filmschauspieler sowie Synchronsprecher
- Hili Yalon (* 1985), Schauspielerin
- Ammiel Bushakevitz (* 1986), Konzertpianist
- Anat Kam (* 1987), Journalistin
- Shahar Peer (* 1987), Tennisspielerin
- Rotem Sivan (* ≈1987), Jazzmusiker
- Tal Kantor (* 1988), Animatorin
- Ran Chai Bar-zvi (* 1989), Theaterregisseur, Bühnen- und Kostümbildner
- Tamer Seyam (* 1992), palästinensischer Fußballspieler
- Yarden Klayman (* 1993), Saxophonistin
- Eden Ben Zaken (* 1994), Sängerin
- Timna Nelson-Levy (* 1994), Judoka
- Adva Cohen (* 1996), Hindernisläuferin
- Ori Kobo (* 1997), Schachspieler
- Ariel Lanyi (* 1997), klassischer Pianist
- Eden Alene (* 2000), Sängerin

### Ab 2001
- Tali Golergant (* 2000 oder 2001), luxemburgische Sängerin
- Katharina Hirschberg (* 2001), deutsche Schauspielerin